# Alberto Schiavon
Alberto Schiavon (Rovereto, 2 aprile 1978) è uno snowboarder italiano, compete nello snowboard cross.
È un atleta italiano che gareggia nella coppa del mondo.

## Palmarès

### Campionati Italiani di snowboard cross
- 4 medaglie:
  - 1 oro
  - 3 bronzi

### Coppa del Mondo di snowboard
- 4 podi (1 nel team, 2 individuali):
  - 3 vittorie (1 team, 2 individuale) ;
  - 1 terzi posti (1 individuale) ;

#### Coppa del Mondo - vittorie
| Data             | Luogo     | Paese       | Disciplina                        |
| ---------------- | --------- | ----------- | --------------------------------- |
| 9 dicembre 2005  | Whistler  | Canada      | SBX                               |
| 19 dicembre 2010 | Telluride | Stati Uniti | SBX Team Event con Luca Matteotti |